# SC 10
La SC 10 era bomba a caduta libera leggera di produzione tedesca ed in dotazione alla Luftwaffe dagli anni trenta.
Realizzata con due tecniche costruttive diverse, era la bomba da 10 kg con innesco ad impatto dotazione standard di molti velivoli che operarono  durante la seconda guerra mondiale e la meno pesante tra quelle a disposizione.
La denominazione SC si deve alla standardizzazione imposta dal Reichsluftfahrtministerium e deriva dalla contrazione dei termini in lingua tedesca Sprengbombe Cylindrich.
Ne venne prodotta anche una versione da addestramento realizzata in cemento ed utilizzata nelle scuole di volo della Luftwaffe.